# François de Wendel
Pour les autres membres de la famille, voir Famille de Wendel.
Ne doit pas être confondu avec François Wendel.
 (mai 2017).
François de Wendel, second du nom, ou François-Charles de Wendel est un industriel et homme politique français, né le 5 mai 1874 à Paris et mort le 12 janvier 1949 dans la même ville.

## Biographie
Il est le fils de Henri de Wendel (1844-1906), industriel, et de Berthe Henriette Hélène Marie de Corbel de Vaulserre (1849-1918).
Il épouse, le 7 décembre 1905, en l’église Saint-Pierre-du-Gros-Caillou à Paris, Marie Céline Odette Humann-Guilleminot (Vallauris, 1er mai 1884 - Suresnes, 3 février 1954), fille de l'amiral Edgar Humann-Guilleminot (7 mai 1838 - 1914), petit-fils du ministre des finances Georges Humann, et d’Isabelle de Bouthillier-Chavigny. Ils ont ensemble quatre enfants :
- Marguerite de Wendel (1907 - 1976), qui épouse en 1926 son cousin le comte Emmanuel de Mitry (fils de Marie-Thérèse de Gargan, elle-même fille du baron Charles Joseph de Gargan, fils de Marguerite Joséphine de Wendel) ;
- Odile de Wendel, (1908-1994), qui épouse le comte Geoffroy de Montalembert en secondes noces
- Henri de Wendel, second du nom (1913-1982), qui épouse Galliane Marie Antoinette Haudry de Soucy ;
- Isabelle de Wendel (1920 - 1961).

Au cours de sa jeunesse, entre Paris et Hayange, il baigne dans un milieu durement touché par la cession de l'Alsace-Lorraine à l'Allemagne, et qui croit en un retour prochain à la France du territoire annexé. Il obtient en 1891, à 18 ans, le permis d'émigration qui lui permet d’éviter le service militaire allemand et de poursuivre ses études en France dans un lycée jésuite, mais lui interdit le retour en Lorraine annexée (actuel département de la Moselle). Il fait son service militaire à Chartres en 1896, juste après sa sortie de l'École des mines de Paris (promotion 1896, sorti 11e sur 33 de sa promotion en 1899). 
Il fait un voyage aux États-Unis consacré à l'étude de la sidérurgie entre 1899 et 1901.
Après la mort de Charles de Wendel en 1870, les affaires familiales sont dirigées par Henri avec Robert de Wendel et le baron de Gargan. C'est donc avec eux que François de Wendel travaille d'abord. 
En 1903, à la suite de la mort de Robert de Wendel, il est nommé gérant de la société les « Petits-fils de François de Wendel et Cie » (la partie allemande des établissements de Wendel, autour de Hayange, société créée sous cette forme par Mme François de Wendel, née de Fischer, grand-mère de Henri et Robert) et de la société de Wendel et Cie (partie française, autour de Jœuf). Il dirige ces sociétés jusqu'à sa mort, poursuivant ainsi la tradition de ses ancêtres qui exploitaient les forges de Hayange depuis 1704. 
Il est également président du Comité des forges de France de 1918 jusqu'à sa dissolution par le gouvernement de Vichy en 1940, et régent de la Banque de France. Il peut prendre le contrôle de différentes mines, notamment en Rhénanie et Westphalie et dans le Limbourg hollandais, et d'entreprises métallurgiques, après la Première Guerre mondiale. 
Contre l'avis de la famille de Wendel (et notamment de son frère cadet Humbert), très discrète en politique, François se lance très tôt en politique. Il prend ainsi certainement un risque considérable à une époque où les biens familiaux sont répartis entre la Lorraine française et la Lorraine annexée à l'Allemagne. En 1892, François de Wendel a choisi de se faire naturaliser français, suivi par ses frères (mais leur père, de nationalité française avant 1871, est resté allemand). Leur cousin Charles a pris la nationalité allemande en 1905 et se fait élire au Reichstag (il reprend la nationalité française vers 1912). 
En 1900, à seulement 26 ans, François de Wendel envisage de se présenter à l’élection législative partielle qui se tient dans la circonscription de Briey pour remplacer le député Alfred Mézières, élu sénateur, mais il est pris de court par la candidature d’Albert Lebrun, qui reçoit l’appui du camp républicain (notamment de Mézières et Georges Rolland) et des influents industriels de Longwy. Il se présente finalement face à Lebrun en 1906, mais est battu, tout comme en 1910 face à Grandjean, candidat de Lebrun.
Il est élu en 1902 conseiller d'arrondissement puis en 1907 conseiller général dans le canton de Briey. Aux élections législatives de 1914, il se présente une nouvelle fois à Briey et l’emporte contre Grandjean, par 4 420 voix sur 8 154 votants. Il se fait ensuite réélire sur la liste d'entente républicaine et d'action sociale, avec Albert Lebrun, et se voit constamment réélu. À la Chambre des députés, il appartient à plusieurs commissions : mines, assurance et prévoyance sociale, affaires étrangères. À partir de 1919, il est membre du comité consultatif des mines.

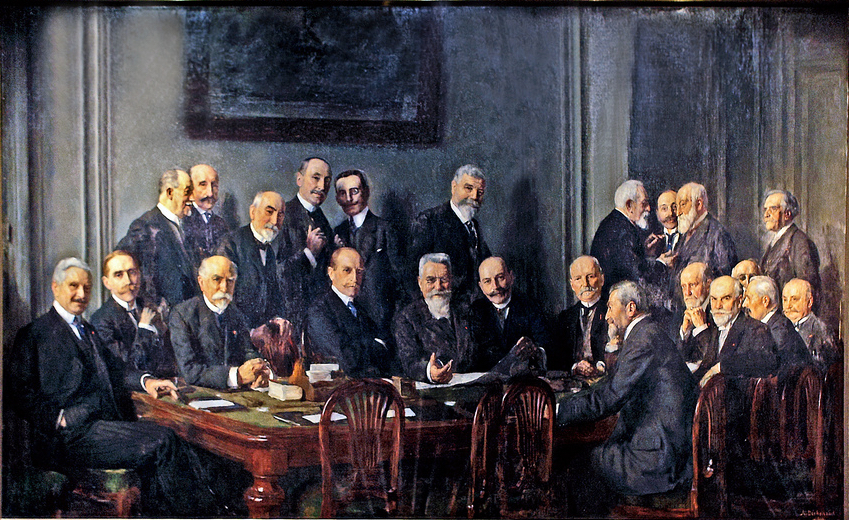
La commission de direction du Comité des forges de France en 1914. Premier rang, de gauche à droite : Louis Mercier, François de Wendel, Henry Darcy, Eugène Schneider, Florent Guillain, Robert Pinot, comte Fernand de Saintignon, Léon Lévy, Henri de Freycinet, Camille Cavallier, Émile Ferry, Georges Claudinon. Deuxième rang : Armand Résimont, Ernest Lesaffre, Claudius Magnin, Léopold Pralon, baron Xavier Reille, Alexandre Dreux, Charles Boutmy, Léon de Nervo, Daniel Bethmont, Edmond Capitain-Geny, François Dujardin-Beaumetz. Peinture d'Adolphe Déchenaud, au siège de Schneider, rue de Madrid, Paris.

La Première Guerre mondiale voit les Wendel à nouveau chassés de Lorraine. Les Wendel, dont aucun n’a, en 1914, la nationalité allemande, s'engagent du côté de la France pour laquelle plusieurs membres de la famille combattent. Leurs biens en Lorraine annexée sont mis sous séquestre par les autorités allemandes et fonctionnent — à marche, il est vrai, très réduite — au bénéfice du Reich ; par leur fondé de pouvoir allemand Robert Pastor, les Wendel conservent toutefois la propriété théorique de l'ensemble industriel. Quant aux biens du bassin de Briey, occupé dès le début du conflit par l'armée allemande, ils sont administrés sous contrôle allemand ; l’usine de Jœuf est en partie démantelée. 
Le 20 novembre 1918, les Wendel sont de retour à Hayange. Si les débuts de l'entre-deux-guerres sont difficiles avec la remise en marche des installations et le rétablissement des marchés, les patrons lorrains redressent assez vite la situation (rachat des parts Schneider dans Jœuf, modernisation des installations, investissements multipliés dans d'autres lieux et entreprises...). En partie sans doute du fait de la visibilité politique de François de Wendel, ils sont la cible d'attaques virulentes ; la plus notable est l'affaire dite des bombardements de Briey où on les accuse — à tort, comme l'ont désormais démontré des historiens tels que Jean-Noël Jeanneney et comme le dit aussi en son temps Albert Lebrun — d'avoir contribué à prolonger la guerre en intervenant pour empêcher la destruction des usines de Jœuf. 
Opposant au gouvernement issu du Cartel des gauches, il contribue à sa chute en réduisant sa marge de manœuvre sur les questions financières grâce à son influence sur la Banque de France.  
En 1933, François de Wendel se fait élire au Sénat (premier tour) en remplacement d'Albert Lebrun qui est devenu président de la République. Il y fait partie des commissions des mines, des travaux publics, des armées, des finances, des affaires étrangères. 
Dirigeant du Comité des forges, il combat les réformes sociales du Front populaire, allant jusqu'à reprocher aux industriels de n'en faire «pas assez» en «argent» et en «combines» contre le gouvernement. 
La guerre qui commence en 1939 est à la fois semblable et différente de la précédente pour les usines et mines de Wendel. Placées devant la ligne Maginot, les mines de Petite-Rosselle doivent être abandonnées et noyées. La défaite de 1940 est plus brutale pour l‘entreprise et son patrimoine est déchiré entre Roechling et les « Hermann Goering Werke » en français : « usines Hermann Göring ».
Il refuse de se rendre à l'Assemblée (à Vichy) le 10 juillet 1940 pour voter les pleins pouvoirs à Pétain. Dans les trois dernières années de sa vie, il est écarté de la vie politique et se consacre à la réorganisation de ses grandes affaires.
Il meurt à Paris le 12 janvier 1949 à l'âge de 74 ans. Il est inhumé à Hayange. Son hôtel particulier, au 10, rue de Clichy, est aujourd'hui une école primaire. François de Wendel était aussi propriétaire de châteaux à Joeuf et Saint-Rémy-lès-Chevreuse.

## Sources
- Les papiers personnels de François de Wendel et de son frère Maurice de Wendel sont conservés aux Archives nationales sous la cote 190AQ[8].